# Kontramarsch

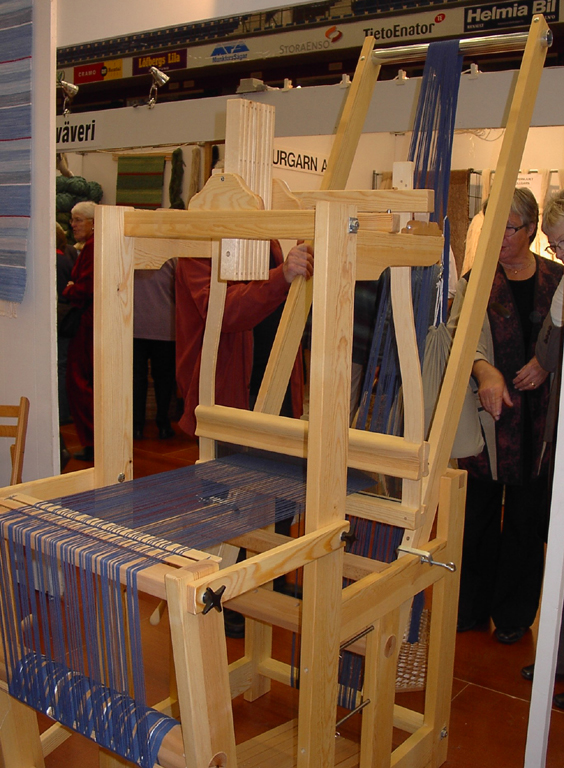
Hopfällbar stol med åtta skaft och kontramarsch med "topplattor"

Kontramarsch är en anordning i vävstolen som underlättar vävning med många skaft. Utrustningen anbringas ovanför skaften och fordrar dubbel uppsättning lattor ner till tramporna för att fungera. Redskapet arbetar med motgående rörelser och förstärker skäl-bildningen genom att aktivt samtidigt sänka och höja de olika solvskaften.